# سروش محمدزاده
سروش محمدزاده (۲۵ بهمن ۱۳۵۷) کارگردان سریال و سینما است و مجموعه نمایش خانگی سیاوش نخستین تجربه او در ساخت مجموعهٔ نمایش خانگی است.

## فیلم‌شناسی

### فیلم سینمایی
| سال ساخت | نام فیلم | سمت              |
| -------- | -------- | ---------------- |
| ۱۳۹۴     | چهارشنبه | کارگردان نویسنده |

### مجموعه تلویزیونی
| سال ساخت  | نام مجموعه       | سمت             | پخش از |
| --------- | ---------------- | --------------- | ------ |
| ۱۳۹۶–۱۳۹۵ | دیوار به دیوار ۱ | مشاوره کارگردان | شبکه ۳ |
| ۱۴۰۰–۱۳۹۹ | همبازی           | کارگردان        | شبکه ۲ |
| ۱۴۰۰      | نوار زرد ۲       | کارگردان        | شبکه ۲ |
| ۱۴۰۲–۱۴۰۱ | سوران            | کارگردان        | شبکه ۱ |
| ۱۴۰۳–۱۴۰۲ | غریبه            | کارگردان        | شبکه ۳ |

### فیلم تلویزیونی
| سال ساخت | نام فیلم | سمت      | پخش از |
| -------- | -------- | -------- | ------ |
| ۱۳۹۸     | ایکس ری  | کارگردان | شبکه ۳ |

### مجموعه نمایش خانگی
| سال ساخت  | نام مجموعه | سمت      | پخش از |
| --------- | ---------- | -------- | ------ |
| ۱۳۹۹–۱۳۹۸ | سیاوش      | کارگردان | نماوا  |

## جوایز
| سال  | جایزه                               | رده                           | اثر نامزد شده | نتیجه | منبع  |
| ---- | ----------------------------------- | ----------------------------- | ------------- | ----- | ----- |
| ۱۳۹۴ | بهترین کارگردانی در بخش هنر و تجربه | سی و چهارمین جشنواره فیلم فجر | چهارشنبه      | برنده | [ ۳ ] |